# Pietro Pizza
Pietro Pizza (Pete's a Pizza) è uno dei libri più noti di William Steig. È stato pubblicato per la prima volta nel 1998, in Italia fu pubblicato dalla Salani.

## Descrizione
Pietro è triste e di cattivo umore e il padre, che non sopporta di vedere il figlio in quello stato decide di "trasformarlo in una pizza": comincia a "tirare" il bambino qua e là, ad "impastarlo" e a lanciarlo in aria proprio come una pizza.
L'argomento del libro è in realtà un gioco che l'autore faceva con la figlia più piccola ed è un mezzo infallibile per fare passare la malinconia ai bambini.

## Edizioni
William Steig, Pietro Pizza, traduzione di Alberto Colombo, Annalisa Colombo, Milano, Salani, 2001, ISBN 88-8451-024-4.